# Paul Bennett
Paul Bennett, född 16 december 1988 i Leeds, är en brittisk roddare.
Bennett blev olympisk guldmedaljör i åtta med styrman vid sommarspelen 2016 i Rio de Janeiro.